# Усть-Ленский заповедник
Усть-Ле́нский заповедник — государственный природный заповедник, расположенный в дельте реки Лены и на западном склоне северной оконечности хребта Хараулах, на территории Булунского района Республики Саха (Якутии). Организован 18 декабря 1985 года. Общая площадь заповедной территории — 1 433 000 га (14 330 км²). Количество участков — 2. Дельтовый участок (между протоками Арынской и Мачаа-Юёсэ), площадью 1300 тыс. га, и участок «Сокол» (занимает северные отроги Хараулахского хребта), площадью 133 тыс. га. Бо́льшая часть территории заповедника (13 000 км², или 91 %) приходится на дельту Лены, и только 9 % (1300 км²) его общей площади занимают северные отроги Хараулахских гор.
Подчинённые территории и охранная зона: площадь охранной зоны составляет 1 050 000 га.

## Климат
Климат заповедника морской полярный, очень суровый. Продолжительность периода со снежным покровом 250—270 дней. Средняя продолжительность безморозного периода на севере заповедника 40 дней, в южной части 45 дней. Продолжительность тёплого периода со средней суточной температурой выше 0° составляет 108 дней в горной части и 97 дней — на морском побережье. В течение тёплого сезона почвы успевают оттаять на глубину от 10 до 120 см.

## Географические данные
Река Лена разбивается на множество проток, образуя более 30 тысяч озёр. На них приходится пятая часть этого участка заповедника; свыше четверти — заливы и протоки. В связи с этим Усть-Ленский заповедник является наполовину водным. Граничит с морем Лаптевых, куда впадает Лена.
Территория суши заповедника покрыта различными травяными, травяно-кустарниковыми, лишайниково-зеленомошными и зеленомошными тундрами, а также тундро-болотами. Берега проток окаймлены нешироким бордюром из кустарничковых ив, осок, бобовых и разнотравья. На участке «Сокол» в нижней части — разного рода тундры, выше 500 метров над уровнем моря — гольцовый пояс.

## Флора и фауна

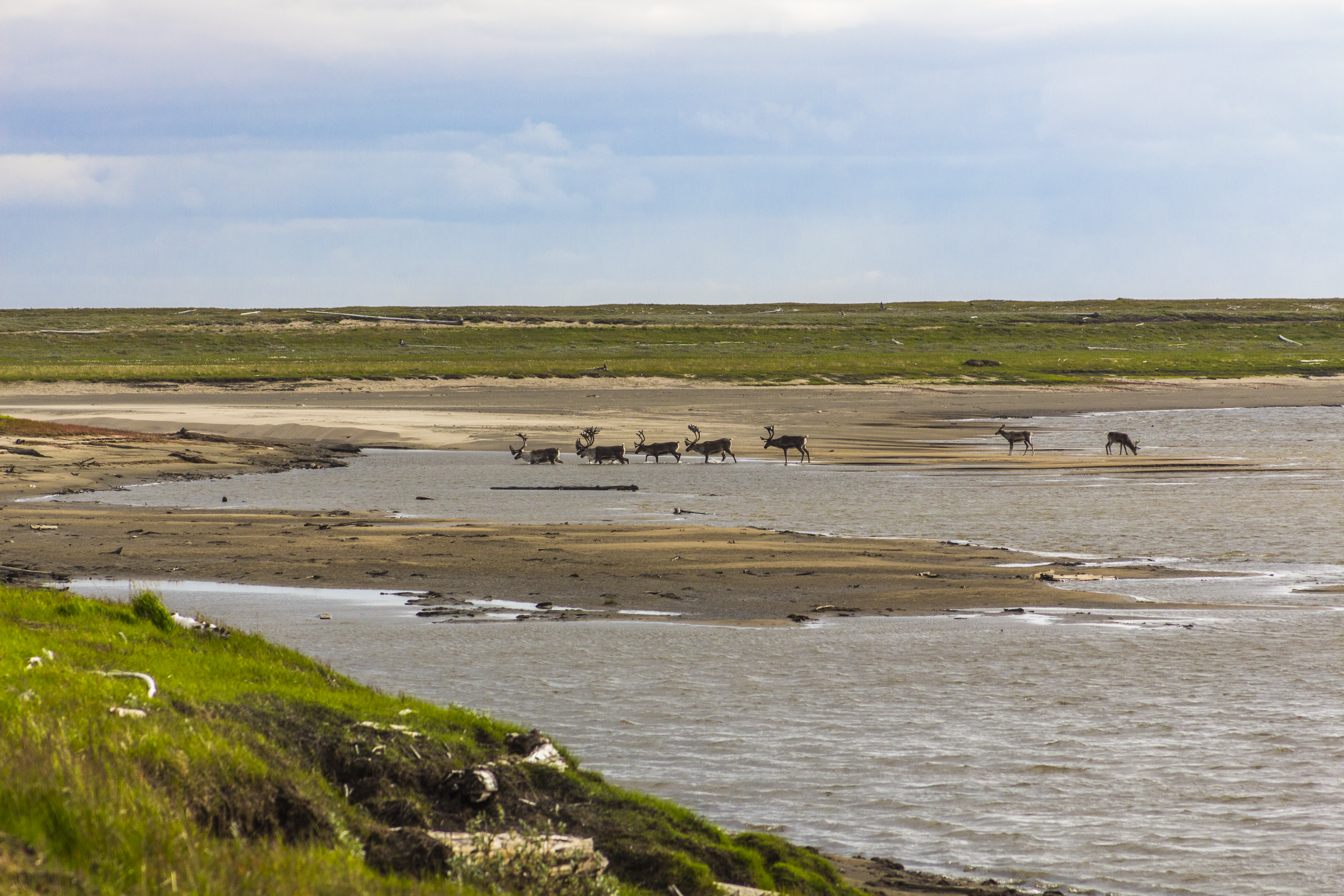
Стадо диких северных оленей переходит Большую Туматскую протоку

Сосудистых растений в заповеднике отмечено 402 вида, в том числе 20 редких для Якутии и 3 включённых в список редких растений СССР: проломник Городкова, хохлатка Городкова, камнеломка молочно-белая. Остров Тит-Ары знаменит самым северным в мире массивом леса. В западной части острова, на широте около 72°, растут невысокие, до 6 м высотой, деревья лиственницы Каяндера, или даурской. Рыбы — 32 вида, земноводные — 1 вид, птицы — 109 видов, млекопитающие — 33 вида. Среди птиц — гусеобразные, чайковые, кулики; малый лебедь внесён в Красные книги СССР и России, а розовая чайка — в Красную СССР. Этими же документами охраняются белый медведь и лаптевский подвид моржа (лаптевский морж). В последние годы отмечаются факты возвращения на береговые лежбища лаптевских моржей, уничтоженных в этих водах ещё в 40-е годы XX века. Вероятно, это связано с уменьшением общего судоходства в данном районе. Однако состояние популяции вызывает тревогу. У булунской популяции дикого северного оленя (до 70 тысяч животных) в дельте места отёла и летнего выпаса. Здесь выводят потомство многочисленные песцы, находятся у северной границы своего ареала черношапочный сурок и снежный баран. Успешно акклиматизируются овцебыки, завезённые в 1996 году из Таймырского заповедника.
Богата ихтиофауна заповедника. В его водах можно встретить нельму, муксуна, чира, ряпушку, осетра, сигов, пелядь и других ценных рыб. Их количество в Лене сильно уменьшилось, а в заповеданной дельте, где традиционные участки нереста лососёвых и сиговых рыб, они обрели покой и возможности для восстановления стада.
Словом, кроме охраны и изучения водных и дельтовых систем, потребность в чём очень велика, Усть-Ленский заповедник является крупным резерватом, способствующим процветанию популяций промысловых видов рыб, птиц и млекопитающих на обширных просторах Якутии и даже, если иметь в виду перелётных птиц, за её пределами.